# Ponte do Freixo
Ponte do Freixo – most drogowy nad rzeką Douro, który łączy Porto z Vila Nova de Gaia, w Portugalii. 
Most został otwarty w 1995 roku i jest częścią autostrady A20, która jest częścią Obwodnicy Porto.
W 2011 roku średnio dziennie przez most przejeżdżało 95 000 samochodów.